# Система корней
Систе́ма корне́й (корнева́я систе́ма) в математике — конфигурация векторов в евклидовом пространстве, удовлетворяющая определённым геометрическим свойствам. 
Эта концепция является фундаментальной в теории групп Ли и алгебр Ли. 
Диаграммы Коксетера — Дынкина, использующиеся при классификации систем корней, встречается в разделах математики, не связанных явно с группами Ли, например, в теории сингулярностей.

## Определение
Пусть {\displaystyle V} — конечномерное евклидово пространство с обычным скалярным произведением, обозначаемым {\displaystyle (\cdot ,\;\cdot )}. Система корней в {\displaystyle V} — это конечное множество {\displaystyle \Phi } ненулевых векторов (называемых корнями), которые удовлетворяют следующим свойствам.

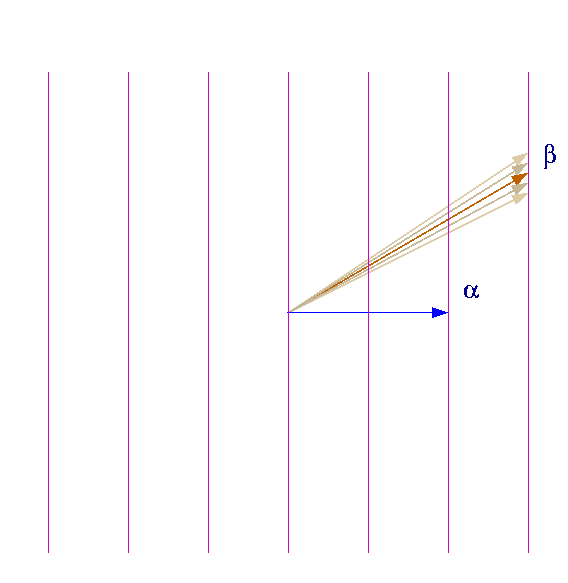
Целостное условие для заставляет лежать на одной из вертикальных прямых. Комбинирование этого условия с целостным условием для сводит возможные углы между и не более чем к двум, для каждой из вертикальных прямых.

1. {\displaystyle V} является линейной оболочкой системы корней.
2. Если два корня {\displaystyle \alpha \in \Phi }, {\displaystyle \beta \in \Phi } являются коллинеарными векторами, то либо они совпадают, либо {\displaystyle \beta =-\alpha .}
3. Для каждого корня {\displaystyle \alpha \in \Phi } множество {\displaystyle \Phi } замкнуто относительно отражения в гиперплоскости, перпендикулярной {\displaystyle \alpha .} То есть для любых двух корней {\displaystyle \alpha } и {\displaystyle \beta } множество {\displaystyle \Phi } содержит отражение {\displaystyle \beta }
{\displaystyle \sigma _{\alpha }(\beta )=\beta -2{\frac {(\alpha ,\;\beta )}{(\alpha ,\;\alpha )}}\alpha \in \Phi .}
4. (Целостное условие). Если {\displaystyle \alpha } и {\displaystyle \beta } — корни в {\displaystyle \Phi ,} то проекция {\displaystyle \beta } на прямую, проходящую через {\displaystyle \alpha ,} есть полуцелое, кратное {\displaystyle \alpha .} То есть
{\displaystyle \langle \beta ,\;\alpha \rangle =2{\frac {(\alpha ,\;\beta )}{(\alpha ,\;\alpha )}}\in \mathbb {Z} .}

### Замечания
- С учётом свойства 3 целостное условие эквивалентно утверждению, что разность между {\displaystyle \beta } и его отражением {\displaystyle \sigma _{\alpha }(\beta )} равна корню {\displaystyle \alpha }, умноженному на некоторое целое число.
- Оператор
{\displaystyle \langle \cdot ,\;\cdot \rangle \colon \Phi \times \Phi \to \mathbb {Z} },

определённый свойством 4, не является внутренним произведением. Он, вообще говоря, не симметричен и линеен только по первому аргументу.
Размерность {\displaystyle V} называют рангом системы корней.

## Примеры систем корней ранга 1 и ранга 2
Существует только одна система корней ранга 1. Она состоит из двух ненулевых векторов {\displaystyle \{\alpha ,\;-\alpha \}.} Эта система называется {\displaystyle A_{1}.}
В ранге 2 существуют четыре возможных варианта {\displaystyle \sigma _{\alpha }(\beta )=\beta +n\alpha ,} где {\displaystyle n=0,\;1,\;2,\;3.}
| Система корней A 1 × A 1 . {\displaystyle \scriptstyle {A_{1}\times A_{1}}.} | Система корней A 2 . {\displaystyle \scriptstyle {A_{2}}.} |
| Система корней {\displaystyle A_{1}\times A_{1}}                             | Система корней {\displaystyle A_{2}}                       |
| Система корней B 2 . {\displaystyle \scriptstyle {B_{2}}.}                   | Система корней G 2 . {\displaystyle \scriptstyle {G_{2}}.} |
| Система корней {\displaystyle B_{2}}                                         | Система корней {\displaystyle G_{2}}                       |